# Келляк
Келляк — озеро на территории Сосновецкого сельского поселения Беломорского района Республики Карелии.

## Общие сведения
Площадь озера — 1,6 км². Располагается на высоте 104,9 метров над уровнем моря.
Форма озера лопастная, продолговатая: оно более чем на три километра вытянуто с северо-запада на юго-восток. Берега изрезанные, каменисто-песчаные, преимущественно заболоченные.
Из юго-восточной оконечности озера вытекает безымянный водоток, впадающий с правого берега в реку Сянду, которая, в свою очередь, впадает в реку Охту. Последняя впадает в реку Кемь.
В озере расположено не менее трёх небольших безымянных островов.
Код объекта в государственном водном реестре — 02020001011102000006493.